# Germaine Ololo
Germaine Ololo, née le 2 décembre à Mossaka dans le département de la Cuvette en République du Congo, est une actrice, conteuse, promotrice culturelle et coordonnatrice nationale de la FNACC.

## Biographie

### Origines et formation
Germaine Ololo naît le 2 décembre à Mossaka dans le département de la Cuvette en République du Congo. Elle commence ses études à l'école primaire Emery Patrice Lumumba d'Owando où elle joue dans la petite troupe théâtrale de l'école. Elle se retrouve ensuite  à l'école primaire d'Ibouna où elle joue sa première pièce de théâtre à l'âge de 9 ans. Après le  certificat d'études primaire, elle décroche son premier diplôme collégien au collège d'enseignement général Antoine Bantoud de Mvoumvou à Pointe-Noire .
Au lycée, elle renoue avec le théâtre et rejoint la compagnie Bibelas à Pointe-Noire. Pendant une décennie, elle y occupe le rôle principal dans plusieurs pièces. Ses différentes participations aux festivals sont l'occasion pour elle de se distinguer à l'international. Avec la comédienne Astrid Mamina de la RDC, elle se produit dans des spectacles en Afrique Centrale et de l'Ouest.

### Carrière artistique
Institutrice à l’école privée Louis Grégory de Pointe-Noire, de 1999 à 2003, elle débute au cinéma dans les longs-métrages Métamorphose de Fidèle Maliga et La Vengeance d'Alexis Oko, où elle est tête d’affiche. Elle participe à un stage de formation en régie générale de spectacle au festival Ngombi de Bangui en RCA en 2002. Elle intervient ensuite en qualité d'assistante de régie puis régisseuse générale de production cinématographique dans 2 films congolais.
Par la suite, elle occupe plusieurs responsabilités dans la culture congolaise, parmi lesquelles : directrice de la compagnie artistique  ISSIMA, coordonnatrice du Festival International d’Expression Féminine (FIEF) et coordonnatrice du projet de Fédération Nationale des Acteurs Culturels du Congo .
Elle assure des rôles principaux comme celui de la mère d'Ursula Goma dans Dora d'Eddy Mikolo en 2009, ou celui de la reine dans Le Trône du Roi Kouta1er. En 2024, elle devient la partenaire d'Olivier Kissita, Mira Loussi, Harvin Isma dans Nouvelle vie de Richi Mbebele.

## Filmographie

### Longs métrages
- 2001 : Métamorphose de Fidèle Maliga
- 2002 : La Vengeance d'Alexis Oko
- 2009 : Dora d'Eddy Mikolo : la mère de Dora
- 2017 : Le Trône du Roi Kouta 1er de Flaverick Beautresor Kouta : la Reine
- 2018 : Diboulou[7] d'Albe Diaho : Thérèse
- 2022 : Les Noces de Sagisse de Maixent Kionghat
- 2022 : Incartade de Dusney Malanda
- 2024 : Nouvelle vie de Richi Mbebele : Laurentine
- 2024 : Fratricide de Paul Mouandzibi
- 2024 : Frisson de Marcus Malela

### Courts Métrages
- 2012 : Le Cri de la honte d'Eddy Mikolo
- 2020 : Préméditer ou L'amour à la mort douce de Kevin Nguili
- 2021 : Makasi de Duc Essebo
- 2022 : Elya, le pouvoir de l’amour – de Michel Agathon : la grand-mère

### Documentaires
- 2016 : Laudes à la femme de Djofely Balende
- 2019 : En tête à tête d'Eddy Mikolo

### Assistante de production
- 2005 : Au nom de… de Rufin Mbou Mikima

## Théâtre

### Comédienne
- 1996 : Je soussigné cardiaque de Sony Labou Tansi, mise en scène de Jean Pierre Makosso
- 1996 : Jusqu'à nouvel avis de Guillaume Oyônô Mbia, mise en scène de Pierre Claver Mabiala
- 1997-2002 : Au tournant de Romuald Djimbi, mise scène de Jean Pierre Makosso
- 1998 : Le fruit défendu de Romuald Yaro, mise en scène de Pierre Claver Mabiala
- 1999 : L'Afrique sous un jour d'orage de Frida Joshel Bouma, mise en scène de l'autrice
- 1999 : Le royaume Bot, le pays Sot de Frédéric Pambou, mise en scène de Pierre Claver Mabiala
- 2000 : La savane en transe de Jean Pierre Guingané, mise scène de Pierre Claver Mabiala
- 2002 : Au-delà du voile de Slimane Banahissa, mise en scène d'Astrid Mamina
- 2003 : J'étais dans ma maison… de Jean-Luc Lagarce, mise en scène de Astrid Mamina
- 2004 : Jardinage humain de Rodrigo Garcia, adaptation et mise en scène d'Alain Guinsberger
- 2004 : Système nerveux œuvre phonographique de Kaba Ndudi
- 2005 : Le plaidoyer, monodrame d'après La complainte d'Ewadi d'Elie Liazéré, mise en scène de R. Baloukou
- 2010-2017 : La résidence de fortune de Germaine Ololo, mise en scène de Bernabé Beti-Loemba[8]
- 2011 : La visite de Victor Haïm, mise scène de Bernabé Beti-Loemba
- 2013 : Un jour, ma mémoire de Victor Louya, mise en scène de Jean Clauvice Ngoubili
- 2013 : Un mirage au couvent d'après L'enfer et le Paradis de Nono Bakwa, mise en scène de Jehf Biyeri
- 2013 : La fille bleu Compilation de textes, mise en scène de Georges Mboussi
- 2015 : L'île des enfants perdus de Guy Alexandre Sounda, mise en scène de Jean Clauvice Ngoubili & Martine Mérieu
- 2018 : Le cri de l'espoir de Jean Pierre Guingané, mise scène de Pierre Claver Mabiala
- 2018 : La complainte d'Ewadi d'Elie Liazéré, mise en scène de Bernabé Beti-Loemba[9]
- 2020 : Verso et recto de Sylvie Dyclo-Pomos, mise en scène de l'autrice

### Autrice
- 2002 : La résidence de fortune

## Distinctions
- 2001 : Prix Tchikunda de la meilleure comédienne, par la direction régionale de la culture Kouilou, Pointe-Noire.
- 2010 : Prix Sanza de Mfoa, catégorie théâtre, par le Groupe Pelle Yombo,  Brazzaville.
- 2014 : Grand Prix des Arts et des Lettres, catégorie Promoteurs culturels, par la Direction Générale des Arts et des Lettres, Brazzaville.
- 2020 : Prix de la comédienne de l’année au FESTIM, festival des images de Brazzaville, République du Congo
- 2024 : Meilleure interprétation féminine à la 11ème édition du Festival International de Théâtre du Gabon (FITHEGA 2024), Libreville [10].